# Afrogethes tristis
Afrogethes tristis é uma espécie de insetos coleópteros polífagos pertencente à família Nitidulidae.
A autoridade científica da espécie é Sturm, tendo sido descrita no ano de 1845.
Trata-se de uma espécie presente no território português.